# Amman (gouvernement)
Het district Amman (officieel: Muhafazat al-Asima, Arabisch: محافظة العاصمة, ‘Ammān of Al ‘̅Aşimah) is een van de twaalf gouvernementen waarin Jordanië is verdeeld. De hoofdstad is Amman. Het district heeft 1.939.405 inwoners.

## Nahias
Amman is verdeeld in zeven onderdistricten (Nahia):
1. Amman
2. Al-Jiza
3. Al-Mwwqqar
4. Na'oor
5. Sahab
6. Um al-Basatin
7. Wadi al-Sayr

Ajlun · Amman · Akaba · Balka · Irbid · Jerash · Kerak · Ma'an · Madaba · Mafrak · Tafilah · Zarka